# Louis-Henri-Joseph Luçon

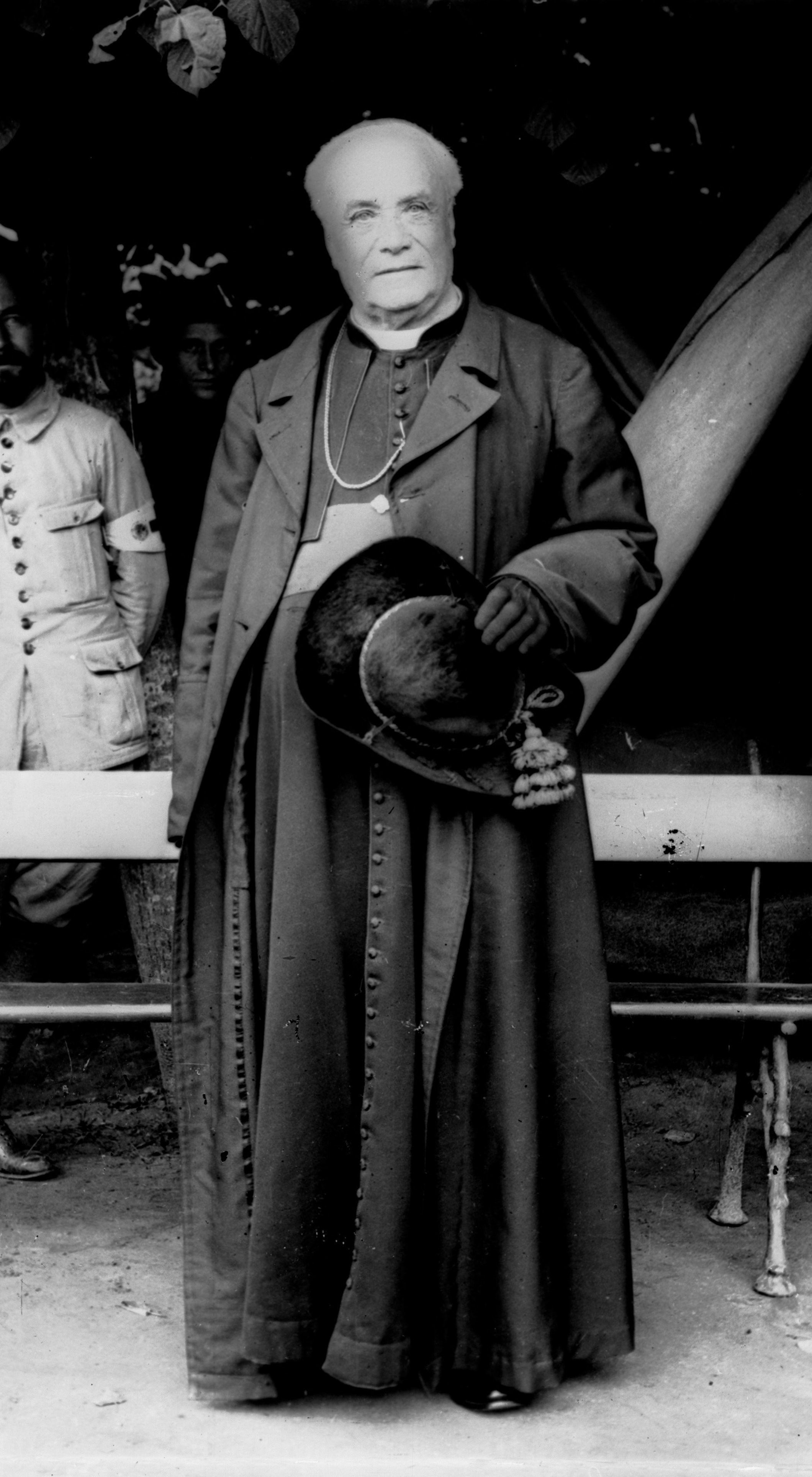
Louis Luçon

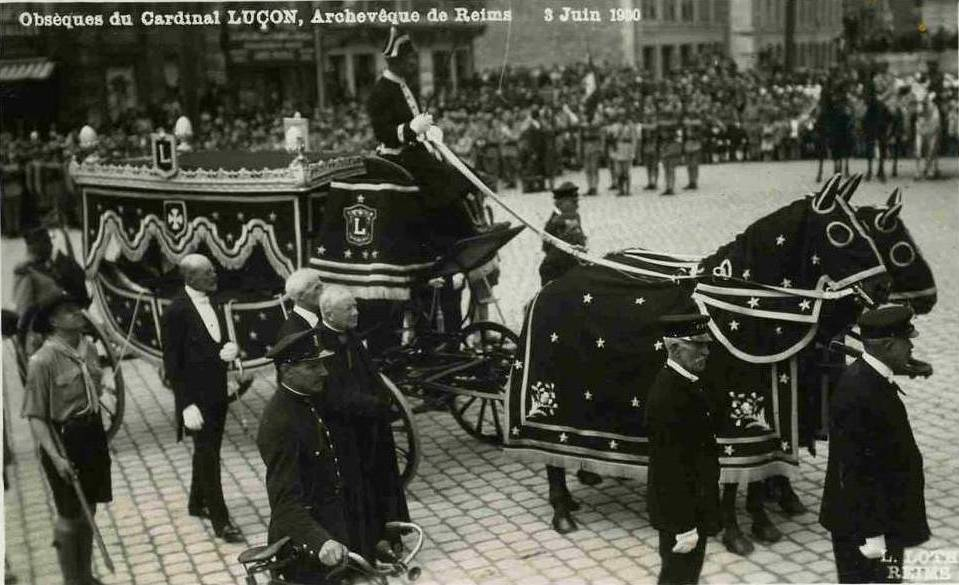
De begrafenis van kardinaal Luçon

Louis-Henri-Joseph Luçon (Maulévrier, 28 oktober 1842 - Reims, 28 mei 1930) was een Frans geestelijke en kardinaal van de Katholieke Kerk.
Luçon studeerde theologie en wijsbegeerte in Angers en promoveerde aldaar in het canoniek recht. Hij werd op 23 december 1865 priester gewijd. Hij werkte vervolgens als kapelaan in Angers en in Rome bij de San Luigi dei Francesi. Van 1883 tot 1887 was hij aartspriester van de kathedraal Notre Dame van Cholet. Op 25 november 1887 benoemde paus Leo XIII hem tot bisschop van Belley. In 1906 werd hij door paus Pius X benoemd tot aartsbisschop van Reims.

Wapen

Tijdens het consistorie van 6 december 1907 werd hij kardinaal gecreëerd. De Santa Maria Nuova werd zijn titelkerk. Hij nam deel aan het conclaaf van 1914 dat leidde tot de verkiezing van Giacomo della Chiesa tot paus Benedictus XV en het conclaaf van 1922, waarbij Achille Ratti werd gekozen als paus Pius XI. Tijdens de Eerste Wereldoorlog won kardinaal Luçon allerwege respect, toen hij op zijn post bleef toen de kathedraal van Reims tijdens een vijandelijke aanval in puin werd geschoten.
Hij werd na zijn dood in de gerestaureerde kathedraal van Reims begraven.

## Bron
- Biografische aantekening op The Cardinals of the Holy Roman Church, met foto

- Bibliothèque nationale de France: cb130037127 (data)
- Gemeinsame Normdatei: 1050553985
- International Standard Name Identifier: 0000 0000 6138 8038
- Base Léonore: LH//1674/22
- MusicBrainz: 0fc2f309-d069-4e56-bf03-f7130f8e98e6
- Réseau des bibliothèques de Suisse occidentale: 02-A012490253
- Système universitaire de documentation: 119684187
- Virtual International Authority File: 71525157
- WorldCat: E39PBJhRChrFq8B7Mdm9Jwfcyd